# Diriá
Diriá là một khu tự quản thuộc tỉnh Granada, Nicaragua. Khu tự quản Diriá có diện tích 26 ki lô mét vuông. Đến thời điểm năm 2005, huyện Diriá có dân số 6375 người.